# 레트론

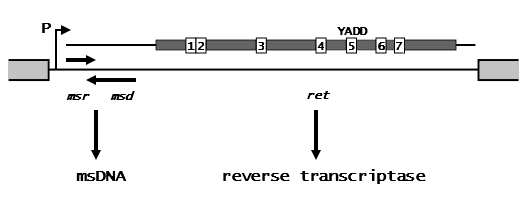
레트론의 구조를 표현한 그림

레트론(Retron)은 세균에서 발견되는 유전인자로, 역전사효소를 가지고 있어 이것을 이용하여 이상한 RNA/DNA가 혼합된 분자를 만들어내지만 전이기작은 아직 알려지지 않았다. 대체로 세균의 바이러스에서 흔히 발견되며, 이는 세균의 염색체에 다시 삽입되지 않고 세균의 염색체에는 단 하나의 각 레트론만이 존재한다.
레트론은 역전사효소의 암호 영역과 번역이 안되는 RNA조각을 만드는 유전자 하나를 가지며, 생성된 역전사 효소가 레트론의 비번역된 mRNA와 반응해 RNA/DNA 분자를 만든다.